# Avenida Juan Pardo de Zela
La avenida Juan Pardo de Zela es una de las principales avenidas del distrito de Lince en la ciudad de Lima, capital del Perú. Se extiende de oeste a este a lo largo de ocho cuadras. Su trazo es continuado al oeste por la avenida César Canevaro y por el este por la avenida Canadá. 

## Recorrido
Se inicia en la avenida Arenales y se extiende a lo largo del trazado urbano distrito de Lince en su parte este. En la intersección con la avenida Militar está ubicado el edificio de la municipalidad de Lince. En la cuadra 5 se encuentra el parque Pedro Ruiz Gallo.
La avenida termina en el puente Canadá, que cruza la vía expresa del paseo de la República, en cuya intersección está ubicada la estación Canadá del Metropolitano.